# Gunnar Falkås
Karl Gunnar Fridolf Falkås, född Gustavsson, den 29 september 1903 i Barne-Åsaka socken, död den 14 november 1973 i Nossebro, var en svensk författare och lantbrukare. 
Han författade bl.a. följande: 
Hembygdens melodier
Den stiger glad och klingande, vår hembygds melodi, när sommardagen spelar upp sin ljusa symfoni; då susa alla björkarna, då sjunger fink och trast, och syrsan höjer felan glad och fejlar på med hast. Och susa nu, du västanvind och sjung din färdesång, och lyft, du gök, ditt horn och blås din visa än en gång, och samla, fosterbygd, allt vad av färg och ton du har och sätt det till en hembygdssång, som klingar stark och glad.

## Filmmanus
- 1955 – Friarannonsen

## Priser och utmärkelser
- 1941 – Andra pris i Svenska Lantbruksförbundets och LTs förlags romantävling om bästa bonderoman för Gökhult
- 1954 – Landsbygdens författarstipendium
- 1965 – Litteraturfrämjandets stipendiat
- 1966 – Skaraborgs landstings kulturstipendium